# Ricardo Balderas
Ricardo Balderas Orozco (Monterrey, Nuevo León, México, 3 de marzo de 1993) es un futbolista mexicano. Juega de defensa y su equipo actual es el Deportivo Tepic de la Serie A de México.

## Trayectoria

### Club San Luis
Debutó con el Club San Luis en la Copa MX el 28 de agosto de 2012 en un partido contra Jaguares de Chiapas, el cual ganaron los potosinos con el marcador de 2-1.
En cuanto a la Liga Bancomer MX, debutó el 20 de octubre de 2012 en un partido contra el Atlas de Guadalajara, el cual ganaron 3-2, teniendo él una buena actuación.

### Chiapas FC
El Club San Luis se mudó al estado de Chiapas para convertirse en Chiapas FC, por lo tanto gran parte de los jugadores del plantel del Club San Luis se fueron con la franquicia a Chiapas, entre estos Ricardo Balderas.
Utilizó el número 13 en su playera y debutó con Chiapas FC en la Copa MX el 24 de julio de 2013 en un partido contra Delfines FC, en el cual empataron a cero goles.

### Lobos BUAP
La directiva de Lobos BUAP ratificó su llegada, y también junto con otros refuerzos como Pedro García, Marvin Piñón, Álvaro Estrada, Daniel Cuevas e Hiber Ruiz.

### Tampico Madero
Llegó como Agente libre al plantel.

## Estadísticas

### Clubes
| Club                   | País   | Año             |
| ---------------------- | ------ | --------------- |
| San Luis               | México | 2012 - 2013     |
| Chiapas FC             | México | 2013            |
| Lobos BUAP             | México | 2014            |
| Tampico Madero         | México | 2015            |
| Atlético Veracruz      | México | 2016            |
| Chapulineros de Oaxaca | México | 2016 - 2017     |
| Deportivo Tepic        | México | 2017 - Presente |

## Estilo de juego
Se destaca por ser un jugador veloz, con buen control de balón y buen golpeo de media y larga distancia, siempre aporta gran trabajo al equipo tanto defensivo como ofensivo.